# Fibryna
Fibryna, włóknik – proste białko fibrylarne, wytrącające się z osocza krwi podczas procesu jej krzepnięcia. Tworzy rusztowanie skrzepu. Powstaje z fibrynogenu w wyniku działania trombiny.

## Szczególna rola fibryny w krzepnięciu krwi

Kaskada krzepnięcia krwi

Krzepnięcie krwi zapoczątkowuje uwolnienie z obumarłej tkanki tromboplastyny, lipoproteidu, który reaguje z jonami wapniowymi, czynnikiem płytkowym 3 i kilku białkami osocza (proakceleryną i prokonwertyną) i wytwarza protrombinazę, enzym katalizujący pierwszy etap krzepnięcia krwi. Katalizuje reakcję, w której nieaktywna protrombina, globulina osocza powstała w wątrobie, zostaje rozdzielona na kilka elementów – jednym z nich jest trombina. Reakcja ta wymaga również kationów wapniowych. Ostatecznie trombina działa jako enzym proteolityczny i odszczepia dwa peptydy z białka fibrynogenu. W wyniku tej reakcji powstają monomery fibryny, które polimeryzują w długie, nierozpuszczalne włókienka, czyli fibryny. Tworzą one sieć, która zatrzymuje erytrocyty, leukocyty oraz trombocyty, tworząc zrąb tak zwanego skrzepu włóknikowego.

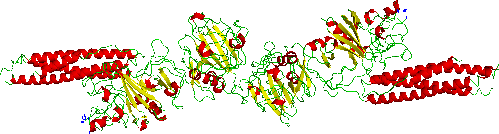
Struktura fibryny z ligandem

Fibryna może ulegać enzymatycznemu rozkładowi (fibrynolizie), prowadzącemu do jej upłynnienia. Fibrynoliza przebiega przy udziale fibrynolizyn, enzymów wytwarzanych przez organizmy zwierzęce i niektóre bakterie (np. paciorkowce).

Schemat fibrynolizy